# Ravenia rosea
Ravenia rosea là một loài thực vật có hoa trong họ Cửu lý hương. Loài này được Standl. miêu tả khoa học đầu tiên năm 1928.